# Intel 80486
De 80486-processor van Intel was vooral een optimalisatie van de 80386-processor. De 80486-processor kon instructies in minder klokpulsen uitvoeren en was bij dezelfde kloksnelheid bijna tweemaal sneller dan de 80386. Bovendien had Intel aan de processor een intern cachegeheugen toegevoegd. Aan de instructieset en functionaliteit was echter nauwelijks iets veranderd.
Wat wel nieuw was, was dat de 80486DX een ingebouwde FPU had. Dit werd doorgezet in alle volgende x86-processoren.
Later kwam er, net als bij de 80386-processor, een goedkopere SX-variant. De SX had in tegenstelling tot de DX geen geïntegreerde FPU. Intel kon zo bovendien zijn DX-processoren met een defect in de FPU toch nog verkopen.

Als een SX-eigenaar een 80487 co-processor kocht, dan was dit eigenlijk een DX, en de SX-processor werd effectief helemaal niet meer gebruikt. Uiteraard zijn er kleine aanpassingen doorgevoerd om te voorkomen dat mensen een goedkopere 80487 in zouden zetten als 80486DX.
De 80486DX2/66 was de eerste processor waarbij de kloksnelheid van bus en processor gescheiden waren. Tot dan toe draaide het moederbord op dezelfde snelheid als de processor, maar het werd ondoenlijk om steeds hogere snelheden op de moederborden voor elkaar te krijgen. De 80486DX2/66 draaide intern op 66 MHz, het moederbord draaide op 33 MHz.
De 80486 was de eerste processor die koeling nodig had om goed te kunnen werken.
Na de 80486DX2/66 bracht Intel aanvankelijk geen nieuwe processoren in de 80486-reeks uit; de Pentium was inmiddels geïntroduceerd.. De concurrentie ging echter stug door met het verbeteren van de 80486-processor; zo brachten AMD en Texas Instruments nog een 80486DX2/80 uit. Cyrix begon de 5x86-processor te leveren, wat een 486-chip was die op een Pentium-moederbord gezet kon worden.
Deze chips waren door hun lage prijs erg populair en Intel bracht de 80486DX4/100 uit, een 80486-processor die intern op 100 MHz draaide en extern op 33 MHz. (DX4 is enigszins misleidend, aangezien de FSB-snelheid maar verdrievoudigd werd).
De snelste 80486-processor was waarschijnlijk die van Texas Instruments, een 80486DX4/120, intern 120 MHz, extern 40 MHz, of het moet de AMD Am5x86-P75/133 zijn geweest, intern 133 MHz, extern 33 MHz. Door de laatste processor op een 40 MHz-moederbord te plaatsen werd 4x40=160 MHz gehaald.
Voor laptops werden zogenaamde "SL enhanced"-versies van de 486-processor uitgebracht. Deze hadden technieken om energie te besparen. Sommige fabrikanten plaatsten deze speciale versie ook in hun desktopcomputer.

Schema van de i486DX2